# Gustav Gräser
Gustav Arthur Gräser (* 16. Februar 1879 in Kronstadt, Siebenbürgen, Österreich-Ungarn; † 27. Oktober 1958 in München), auch Gusto Gräser, war ein deutsch-österreichischer Künstler und Aussteiger.

## Leben

### Anfänge
Der Sohn eines Bezirksrichters und Senators, geboren in Kronstadt, entstammte einer frommen und gelehrten Familie Siebenbürgens. Sein Bruder Karl Gräser (1875–1916) war Mitbegründer der Reformsiedlung Monte Verità bei Ascona, in der auch Gusto anfänglich lebte. Sein Bruder Ernst H. Graeser (1884–1944) war Maler und Grafiker. Im Alter von 15 Jahren ging Gustav Gräser vom Gymnasium ab, begann eine Lehre und gewann mit seiner Schnitzarbeit eine Goldmedaille der Budapester Millenniumsausstellung 1896. Seit 1897 studierte er Kunst in Wien. Für kurze Zeit schloss er sich 1898 der Künstlergemeinschaft Humanitas des Lebensreformers und Malers Karl Wilhelm Diefenbach auf dem Himmelhof bei Wien an, die ihn stark prägte. Weil er sich dem autoritären Stil seines Meisters jedoch nicht beugen wollte, kehrte er nach Siebenbürgen zurück. Dort schuf er in wenigen Wochen das programmatische Ideengemälde Der Liebe Macht. In Umkehrung des biblischen Sündenfallmythos flieht ein nacktes Menschenpaar aus der in Flammen stehenden Industriewelt hinüber in ein paradiesisches Dasein im Frieden mit der Natur. Das Gemälde befindet sich heute im Museum Casa Anatta auf dem Monte Verità.

### Wanderschaft
1899 brach er alle familiären und gesellschaftlichen Brücken hinter sich ab und lebte fortan auf Wanderschaft quer durch Europa. Er knüpfte Kontakte zu Philosophen, Künstlern und Reformern wie Rudolf Steiner, Gustav Landauer, Erich Mühsam, Alois Riehl, Ernst Horneffer, Gustav Naumann, Ferdinand Avenarius, Friedrich Naumann oder Georg Kerschensteiner. Schon früh wurde er eine Gestalt der Dichtung, so als Blüthner, der Evangelimann bei Gustav Naumann, als der bäurische Denker Heinrich Wirth und als der Waldmensch mit dem dritten Auge bei Hermann Hesse, als Narr in Christo bei Gerhart Hauptmann. Er lebte von Vorträgen und dem Verkauf seiner selbst gedruckten Gedichte. Er gehörte im Jahr 1900 wie sein Bruder Karl zu den Begründern des Monte Verità in der Schweiz, zerstritt sich aber nach kurzer Zeit bereits mit den anderen Gründern des Projekts und begab sich wieder auf Wanderschaft. Er kehrte jedoch bis 1909 immer wieder auf den Berg zurück. Von 1916 bis 1918 lebte er mit seiner Familie auf dem Landgut seines Bruders auf dem Monte Verità.
1906/07 machten die Brüder gemeinsam eine Kunstausstellung in Locarno. Aus ihr entstand Asconas erste Gemäldegalerie im Hause von Karl Gräser. Seit 1903 verfügte Gusto über eine Höhle und eine Waldwiese, die ihm die Gemeinde Losone zum Geschenk gemacht hatte. Als Wanderdichter, Naturheiler und Einsiedler wurde Gräser alsbald ein Anziehungspunkt für Suchende und Reformer aus ganz Europa. In seiner Felsgrotte im Wald von Arcegno lebte 1907 der junge Hermann Hesse mit ihm zusammen. Gräser führte ihn ein in die Weisheitslehren des Ostens. Gemeinsam lasen sie aus der Bhagavad Gita und dem Tao Te King. Ein anderer Schüler Gräsers wurde schon 1900 in Paris der Amerikaner Raymond Duncan, Bruder der Tänzerin Isadora Duncan, der als vielseitiger Künstler, Dichter und Kommunegründer die Gräsersche Lebensart in den Kreis seiner Freunde Gertrude Stein, Henri Matisse und Picasso weitertrug. Gräser selbst gab mit seinen Mondscheintänzen im Wald von Arcegno den Anstoß für den modernen Ausdruckstanz, der mit Rudolf von Laban und Mary Wigman vom Monte Verità aus seinem Siegeszug begann. In Ascona waren die Gräserfreunde als „balabiott“ (Nackttänzer) bekannt. Ihr Tanz soll jedoch ein religiöser gewesen sein und an die Derwischtänze der Sufis erinnert haben. An diese Tradition knüpfte auch sein Landsmann Rudolf von Laban an, der in Ascona eine Reihe von expressionistisch-ekstatischen Tanzdramen verfasste und mit seiner Schülergruppe aufführte. Höhepunkt seines Wirkens wurde das „Sonnenfest“ vom August 1917, dessen mitternächtlicher Teil vor der Felsgrotte Gusto Gräsers zelebriert wurde. Mitwirkende oder Zuschauer waren die dadaistischen Künstler Marcel Janco, Hans Arp, Sophie Taeuber-Arp, Hugo Ball und Emmy Hennings.
Nach Tanzauftritten und Rezitationen in Schwabing zog Gräser 1911 mit Frau und sieben Kindern im selbstgebauten Wohnwagen, auf dem Dach eine hölzerne Schlange, von München nach Berlin. „Raus! Raus! Raus!“ stand in Riesenlettern auf seinem zeisiggrünen Wagen geschrieben. Im Umkreis von Wandervogel, Gustav Landauer und Gustav Wyneken wurde er eine Leitfigur für den auf politischen Umbau drängenden Teil der Jugendbewegung. Insbesondere der linkspazifistische Flügel der Freideutschen Jugend (Max Hodann, Jakob Feldner) setzte sich für ihn ein. Gräser wurde oft angefeindet, immer wieder verhaftet und ausgewiesen, so 1912 aus Sachsen und 1913 aus Baden. 1915 wurde er nach Österreich abgeschoben, wo er zunächst in Innsbruck Reden halten konnte und im Brenner-Kreis um Carl Dallago verkehrte. Dann aber wurde er in Kronstadt als Kriegsdienstverweigerer zum Tode verurteilt, jedoch nach drei Tagen in der Todeszelle als „mit verwirrten Ideen behaftet“ in eine Irrenanstalt eingewiesen. Nach seiner Entlassung kehrte er zu seiner Familie auf den Monte Verità zurück.

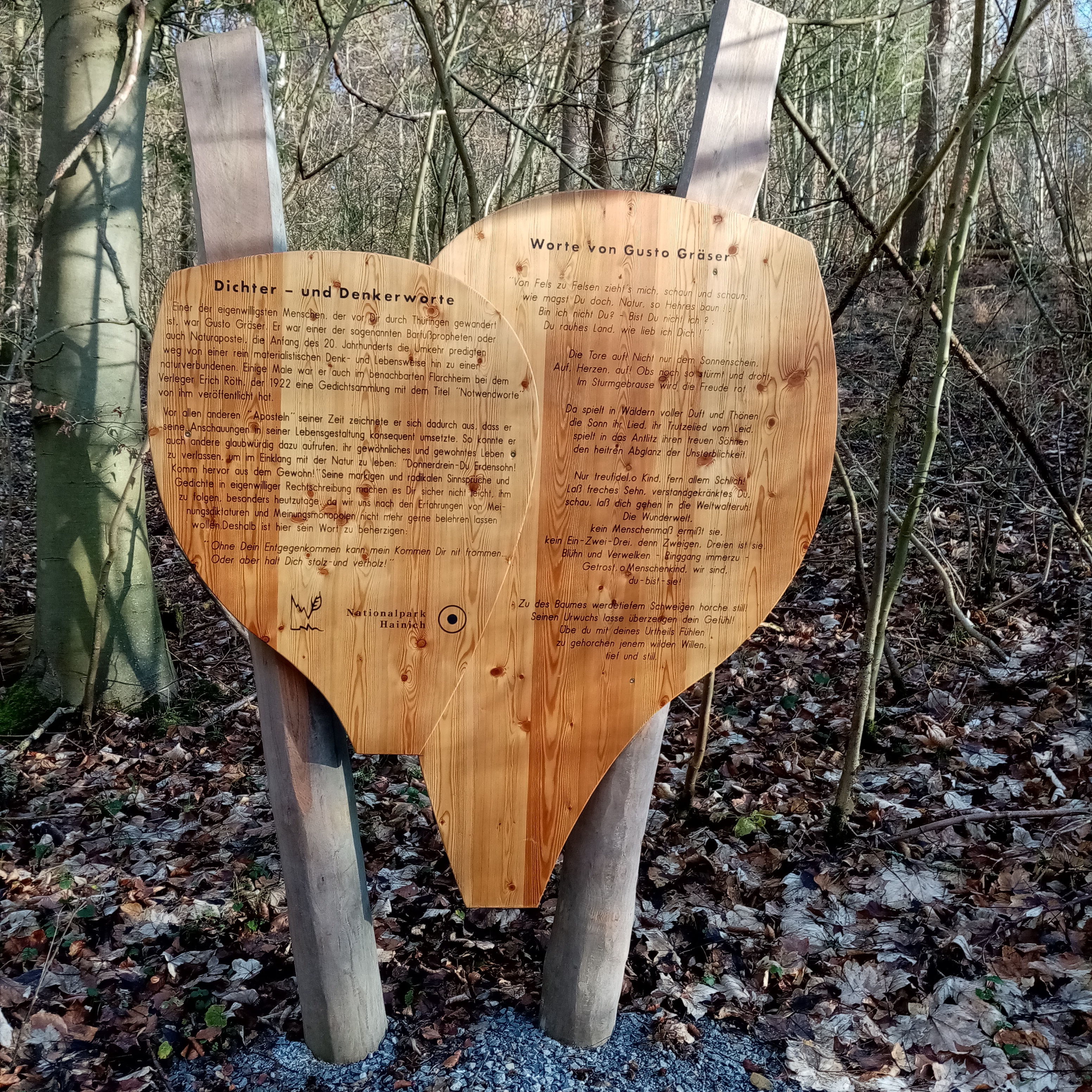
Worte von Gusto Gräser am Erlebnispfad Brunstal im nördlichen Nationalpark Hainich / Thüringen (2019)

1919 wurde Gräser aus der Schweiz, dann aus Bayern und erneut aus Baden ausgewiesen. In München mahnte er während der Revolution zu Gewaltlosigkeit und wurde, zusammen mit Silvio Gesell, von der Reaktion ins Gefängnis geworfen. 1919 traf er in der Landkommune „Am grünen Weg“ bei Bad Urach auf die revolutionären Ex-Matrosen Karl Raichle, Theodor Plievier und Gregor Gog. Plievier wandelte sich unter seinem Einfluss zum „Wanderheiligen“, Gog begründete eine „Vagabundenbewegung“ und organisierte den Vagabundenkongress von 1929 in Stuttgart, auf dem auch Gräser sprach. 1920 zog er mit einer „Neuen Schar“ aus jungen Männern und Frauen, die sich um seinen Freund Friedrich Muck-Lamberty gesammelt hatten, singend, tanzend und spielend durch Thüringen. „Ganz Thüringen tanzt!“ schrieb Eugen Diederichs.
1926 sollte er als der „staatsgefährliche Rumäne Gusto Gräser“ aus Bayern und ganz Deutschland ausgewiesen werden, was nur durch den Protest von Thomas Mann und anderen Schriftstellern abgewendet wurde. So kam er 1927 nach Berlin, wo er im Anti-Kriegsmuseum von Ernst Friedrich arbeitete und lange Reihen von „Öffentlichen Gesprächen“ am Alexanderplatz abhielt. Um 1930 lebte er in der Reformsiedlung Grünhorst bei Berlin, die zu einem Treffpunkt der Jugendbewegung und der Biosophischen Bewegung um Ernst Fuhrmann wurde. Von dort aus zog er in einem Eselwagen mit seinem Schwiegersohn Otto Großöhmig (1909 – 4. Dezember 2005) durch Deutschland, seine Schriften verteilend und verkaufend. Die Fahrt im Eselwagen endete für Großöhmig nach der NS-Machtübernahme 1933 im Konzentrationslager. Die Alternativsiedlung  Grünhorst seiner Tochter Gertrud wurde 1936 niedergebrannt. Nachdem Gräser selbst von den Nazis mehrfach verhaftet und mit Schreibverbot belegt worden war, wurde ihm der Boden in Berlin zu heiß. 1940 verkaufte er sein Wohnboot auf dem Seddinsee nahe Grünau und flüchtete nach München, wo er in den Dachkammern von befreundeten Professoren die Jahre des Terrors überstand, am Ende halbverhungert. In dieser Zeit entstanden seine späten Hauptwerke, das Siebenmahl und das an Stuttgart adressierte Brieflein Wunderbar.

### Tod
Er starb 1958 völlig vereinsamt und unbemerkt im Münchner Stadtteil Freimann. Sein dichterisches Werk, das ungedruckt geblieben war, wurde im letzten Moment vor der Vernichtung aus dem Müll gerettet. Es befindet sich heute in der Stadtbibliothek München und im Monte Verità Archiv Freudenstein.

## Werke
- Efeublätter. Gedichte. Wien 1902.
- Ein Freund ist da – mach auf! Flugschrift, Berlin 1912.
- Heimat. Flugschrift, Berlin/Birkenfeld 1912.
- Winke zur Genesung unsres Lebens. Sprüche und Gedichte. Ascona 1918.
- Zeichen des Kommenden. Sieben Steindrucke mit Textblättern. Dresden 1925.
- Notwendwerk. Zeichnungen und Gedichte. Steindruckmappe. Dresden 1926.
- Bucheckern. Eine Druckschrift. Berlin 1930.
- Wortfeuerzeug. Sprüche und Gedichte. Berlin 1930.
- Tao. Das heilende Geheimnis. Büchse der Pandora, Wetzlar 1979, ISBN 3-88178-032-7, und Umbruch-Verlag, Recklinghausen 2008, ISBN 978-3-937726-04-5.
- AllBeDeut. Unsere Sprachlaute – heimliche Schlüssel zum Aufschluss unsrer Welt. Deutsches Monte Verità Archiv, Freudenstein 2000.
- Erdsternzeit. Eine Auswahl aus dem Spätwerk. Hrsg. von Hermann Müller. Umbruch-Verlag, Recklinghausen 2007 und 2009, ISBN 978-3-937726-02-1.
- Gedichte des Wanderers. Hrsg. von Frank Milautzcki. Verlag im Proberaum 3, Klingenberg 2006.
- Der Liebe Macht. Ölgemälde im Museum Casa Anatta auf dem Monte Verità, Ascona.

## Romane, Erzählungen und graphic novels seit 2000
- Jan Bachmann: Der Berg der nackten Wahrheiten. Verlag Edition Moderne, Zürich 2019, ISBN 978-3-03731-194-3.
- Samir Girgis: Jakob und der Berg der Weisheit. Historischer Roman über die Geschichte Asconas und des Monte Verità. Oldenburg 2005, ISBN 978-3-89841-180-6.
- Robert Hültner: Inspektor Kajetan und die Betrüger. Roman. Btb Verlag, München 2006, ISBN 978-3-442-73420-7.
- Oliver Prange: Das Sonnenfest. Roman. Du Kulturmedien, Zürich 2016, ISBN 978-3-905931-70-9.
- Edgardo Franzosini: Sul Monte Verità, Il Saggiatore, Mailand, 2014; neue edition, Il Saggiatore, Milano, 2021, ISBN 978-88-428-2953-9

## Theater
- Christina Rast und Ensemble: !ICH rede! Komm zu MIR!!! Eine Heilssuche. Ein Vier-Personen-Stück um Gusto Gräser, Otto Gross, Louis Häusser und Gregor Gog. Uraufführung am 17. Mai 2007 im Theater Rampe, Stuttgart.
- Newell Hendricks: Ascona … the counterculture begins. Oper in drei Akten, uraufgeführt im Sanders Theatre Boston am 29. Januar 1993. Es treten auf Otto Gross, Lotte Hattemer, Gusto Gräser, Mary Wigman, Erich Mühsam und andere.
- Constanza Macras: Die Wahrheit über Monte Verità. Tanzperformance. Schauspiel Leipzig in Kooperation mit euro-scene Leipzig, November 2013.
- Hanspeter Gschwend: Monte Verità. Sogni di un’altra vita. Träume eines anderen Lebens. Freilichtspiel auf dem Monte Verità, Ascona, 16. Juli – 27. August 2016.

## Film
- „Der größte Vogel kann nicht fliegen“. Ascona. Die Utopie vom anderen Leben. Film von Wilfried F. Schoeller. Hessischer Rundfunk, 1978.
- Die Kinder von Bakunin und Birchermüsli. Film von Peter Sandmeyer und Raimund Kusserow. Sender Freies Berlin 1978.
- Der Eremit vom Monte Verità. Gusto Gräser – Naturmensch und Philosoph. Dokumentation, Schweiz 2006, 50 Min., Buch und Regie: Christoph Kühn, Produktion: Schweizer Fernsehen, Erstsendung 31. Juli 2006.[6]
- Henry Colomer: Monte Verità. Dokumentarfilm, gesendet in Arte am 10. Dezember 1997, 20.45 Uhr.
- Alfio di Paoli, Teo Buvoli: Il monte di Hetty. Dokumentarfilm über den Monte Verità und Gusto Gräser, gesendet in RSI LA 2 am 2. November 2009, 21.00 Uhr.
- Carl Javér: Freak Out – Der Berg der Wahrheit. Dokumentarfilm, Deutschland/Schweden/Dänemark/Norwegen 2013, 90 (auch 60) Minuten. Regie: Carl Javér.
- Julia Benkert: Sanatorium Europa – le refuge des écrivains. Dokumentarfilm über Riva und den Monte Verità, 60 min. in Arte, 28. Juni 2017; im Hessischen Rundfunk, 25. Oktober 2017, 00:23 min.